# XHTML
可扩展超文本标记语言（英語：eXtensible HyperText Markup Language），是一种标记语言，表现方式与超文本标记语言（HTML）类似，不过语法上更加严格。从继承关系上讲，HTML是一种基于标准通用标记语言（SGML）的应用，是一種非常灵活的置標語言，而XHTML则基于可扩展标记语言（XML），XML是SGML的一个子集。XHTML 1.0在2000年1月26日成为W3C的推荐标准。
XHTML1.1為XHTML最後的獨立標準，2.0止於草案階段。XHTML5則是屬於HTML5標準的一部份，且名稱已改為「以XML序列化的HTML5」，而非「可擴展的HTML」。在今日(2017年)，XHTML5比起HTML5仍遠遠並非主流。

## 概述
XHTML是「3種HTML 4文件根據XML 1.0標準重組」而成的。而W3C亦繼續建議使用HTML 4.01和積極地研究HTML5及XHTML的計劃。於2002年8月發表的XHTML 1.0的建議中，W3C指出XHTML家族將會是Internet的新階段。而轉換使用XHTML可以令開發人員接觸XML和其好處，並可以確保以XHTML開發的網頁於未來的相容性。
HTML语法要求比较松散，这样对网页编写者来说，比较方便，但对于机器来说，语言的语法越松散，处理起来就越困难，对于传统的電腦来说，还有能力兼容松散语法，但对于许多其他设备，比如手机，难度就比较大。因此产生了由DTD定义规则，语法要求更加严格的XHTML。
大部分常见的浏览器都可以正确地解析XHTML，即使老一点的浏览器，XHTML作为HTML的一个子集，许多也可以解析。也就是说，几乎所有的网页浏览器在正确解析HTML的同时，可兼容XHTML。当然，从HTML完全转移到XHTML，还需要一些过程。
跟CSS（Cascading Style Sheets，层叠式样式表）结合后，XHTML能发挥真正的威力；这使实现样式跟内容的分离的同时，又能有机地组合网页代码，在另外的单独文件中，还可以混合各种XML应用，比如MathML、SVG。
从HTML到XHTML过渡的变化比较小，主要是为了适应XML。最大的变化在于文档必须是結構良好的，所有标签必须闭合，也就是说开始标签要有相应的结束标签。另外，XHTML中所有的标签必须小写。而按照HTML 2.0以来的传统，很多人都是将标签大写，这点两者的差异显著。在XHTML中，所有的参数值，包括数字，必须用双引号括起来（而在SGML和HTML中，引号不是必须的，当内容只是数字、字母及其它允许的特殊字符时，可以不用引号）。所有元素，包括空元素，比如img、br等，也都必须闭合，实现的方式是在开始标签末尾加入斜扛，比如<img ... /> 、<br />。省略参数，比如<option selected>，也不允许，必须用<option selected="selected">。两者的详细差别，可通过W3C XHTML说明 （页面存档备份，存于）来查阅。

## 版本
至现时为止，XHTML共有以下几个版本：
- XHTML 1.0 Strict（严格版）是参照“HTML 4.01 Strict”改编，但不包括被棄用的元素。其文件类型描述为：

```
<!DOCTYPE html PUBLIC "-//W3C//DTD XHTML 1.0 Strict//EN" "http://www.w3.org/TR/xhtml1/DTD/xhtml1-strict.dtd">

```

- XHTML 1.0 Transitional（过渡版）是参照“HTML 4.01 Transitional”改编，包括已於Strict版本被棄用的呈現性元素（例如<center>, <font>等）。其文件类型描述为：

```
<!DOCTYPE html PUBLIC "-//W3C//DTD XHTML 1.0 Transitional//EN" "http://www.w3.org/TR/xhtml1/DTD/xhtml1-transitional.dtd">

```

- XHTML 1.0 Frameset（框架版）是参照“HTML 4.01 Frameset”改编，並允許於網頁中定義框架元素。其文件类型描述为：

```
<!DOCTYPE html PUBLIC "-//W3C//DTD XHTML 1.0 Frameset//EN" "http://www.w3.org/TR/xhtml1/DTD/xhtml1-frameset.dtd">

```

- XHTML 1.1。其文件类型描述为：

```
<!DOCTYPE html PUBLIC "-//W3C//DTD XHTML 1.1//EN" "http://www.w3.org/TR/xhtml11/DTD/xhtml11.dtd">

```

- XHTML Basic。其文件类型描述为：

```
<!DOCTYPE html PUBLIC "-//W3C//DTD XHTML Basic 1.1//EN" "http://www.w3.org/TR/xhtml-basic/xhtml-basic11.dtd">

```

另外，在Microsoft Internet Explorer 5.0所新增的<ruby>小字注解标签，在XHTML 1.1得到支援（参看旁註標記）。

而第二版的XHTML 1.0於2002年8月成為W3C推薦的文件類型。
2.0止於草案。
XHTML5不需要DTD。

## 有效的XHTML文件
一個符合（附合）XHTML標準的文件即可稱為有效。此可以確保XHTML文件代碼的協調，亦能令文件的更容易被處理，而不需確保各種瀏覽器編譯的一致性。而W3C驗証服務則可以驗証文件是否有效。而實際上，很多網站開發工具（例如Dreamweaver）都支援以W3C標準驗証文件。

## 语法
XHTML语言必须符合XML的格式，例如，<br>要写成<br />、使用了<p>之后必须有一个</p>以结束段落。而且，XHTML标签必须使用小写字母，如<br />不能写为<BR />；每一个属性都必须使用引号包住，如必须使用<img src="abc.jpg" alt="" />而不能使用<img src=abc.jpg alt="">。这些做法的目的，是使一个XHTML网页能够被网页浏览器正确及较快地编译。

## 和HTML 4的区别
（翻译自 W3C XHTML说明 （页面存档备份，存于））这部分涉及内容广泛。
XHTML是XML的一种应用。基于这一事实，那些在以SGML为基础的HTML 4中，不完全合法的用法，应被改寫。

### 文档应该是結構良好的
良好結構（Well-formed）是由XML引入的一个新概念。也就是说所有的元素都必须有结束标签或者以特殊的方式书写（如下所述），而且所有的标签必须合理地嵌套。
儘管如此，交叉使用在SGML中仍然是合法的，而且在現有的瀏覽器中也能够被广泛接受。
-{zh-hans:
正确：元素嵌套
<p><em>这是一个要强调的段落。</em></p>
错误：元素交叉
<em><p>这是一个要强调的段落。</em></p>; zh-hant:
正確：元素嵌套
<p><em>這是一個要強調的段落。</em></p>
錯誤：元素交叉
<em><p>這是一個要強調的段落。</em></p>;}-

### 元素名稱和屬性必須小寫
XHTML文件要求所有的HTML元素名稱和屬性名稱都要小寫。因為XML本身大小寫意義不同，因此必須區分開來。比如，<li>和<LI>是完全不同的。

### 要有结束标签
基于SGML的HTML 4里面，允许特定的标签省略结束标签；这些元素暗含有结束标记。XHTML不允许省略结束标记。所有元素（包括在DTD中声明为空的标签），都必须有结束标签。在DTD中声明为空的元素可以用结束标签或者使用空元素速记法（参见空元素 （页面存档备份，存于））。
正确的：结束的元素
<p>這是一個段落。</p><p>這是另一個段落。</p>
错误的：没有结束的元素
<p>這是一個段落。<p>這是另一個段落。

### 属性值必须总是使用引号包裹
所有的属性值都必须使用引号包含，包括那些以数值类型出现的。
正确的：属性值使用引号
<td rowspan="3">
错误的：属性值没有使用引号
<td rowspan=3>

### 禁止属性简化
XML不支持属性简化，属性值对必须书写完整。属性名，像compact和checked在没有指定具体值的情况下，不能够使用。
正确的：没有简化属性
<dl compact="compact">
错误的：简化属性
<dl compact>

### 空元素
空元素必须有一个结束标签，或者用/>来结束开始标签。例如，<br />或者<hr />。
正确的：结束空标签<br /><hr />
错误的：没有结束空标签<br><hr>

### 属性值中空白字符的处理
当客户端在处理属性时，它们依据的是XML的章节3.3.3
- 祛除前缀和后缀的空白字符。
- 将一个或多个空白字符序列映射为单个词间空格。

### 脚本和样式元素
在XHTML里面，脚本和样式的元素被声明为具有#PCDATA内容。因此，<和&会被认为是标记的开始，另外&lt;和 &amp;会被XML解释器认为是实体映射被分别解释成为<和&。从而将脚本或者样式元素包裹在CDATA标记的部分以避免这些实体扩展。
在文档对象模型中，CDATA部分被XML解释器认为是节点，参见文档对象模型章节1.3 （页面存档备份，存于）的第一级别推荐DOM （页面存档备份，存于）。
一种替代方法就是使用外部的脚本和样式文件。

#### SGML排斥
SGML赋予DTD作者将特定的元素排斥在某个元素之外的能力。此种限制（被称为排斥）在XML中是不可能的。
例如，HTML 4的严格文档类型描述禁止“a”作为子元素嵌套在其他“a”的内部。这在XML中是不可能检查出这种限制的。尽管这种限制无法在DTD中定义，但是某些特定的元素也不能嵌套使用。关于此类元素和不能嵌套使用的元素概览可以在标准的元素限制 （页面存档备份，存于）里找到。

#### 拥有“id”和“name”属性的元素
HTML 4定义了a, applet, form, frame, iframe, img, and map元素的name属性。HTML 4还引入了id属性。这两个属性被设计用作片段标识符。
在XML里面，片段标识符是ID类型的，而且每个元素只能拥有单一的ID类型的属性。所以，在XHTML 1.0中id属性被定义为ID类型。为了确保XHTML 1.0文档是构建优良的XML文档，XHTML 1.0文档在为以上所列元素定义片段标识符时必须使用id属性。当XHTML文档作为text/html媒体类型使用时，确保此类锚点的向后兼容性信息参见兼容性指南 （页面存档备份，存于）。
注意：在XHTML 1.0中，不赞成此类元素拥有name属性，在XHTML的后续版本中将被去掉。

#### 拥有预设值的属性
有一些属性在HTML 4和XHTML中都有一套预设值（比如input元素的type属性）。在SGML和XML中，这些被称为枚举属性。在HTML 4里这些值的解释是不分大小写的，所以值TEXT等同于text。在XML里，这些值的解析是区分大小写的，在XHTML1中，所有的这些值定义为小写。

#### 十六进制值的实体映射
SGML和XML都允许使用十六进制的数值来映射字符。在SGML里这些映射可以使用&#Xnn;或者&#xnn;。在XML文档中，必须使用小写的方式（比如，&#xnn;）。

## XHTML5
XHTML5並非可擴展HTML的後繼語言，而是對XML序列化的HTML5的稱呼，延續了一部分原本XHTML的精神而加入HTML5，成為HTML5規格的一部分。